# Cameron Munster
Pour les articles homonymes, voir Munster.

a Compétitions nationales et continentales officielles uniquement.

b Matchs officiels uniquement.
Cameron Munster, né le 13 septembre 1994 à Rockhampton (Australie), est un joueur australien de rugby à XIII évoluant au poste de demi d'ouverture, ou d'arrière dans les années 2010 et 2020.
Natif du Queensland où il grandit, il pratique le rugby à XIII dès son plus jeune âge et rejoint les sections jeunes du Melbourne Storm en 2013. Il dispute ses premières rencontres de National Rugby League (« NRL ») en 2014 d'abord au poste d'arrière avant d'être placé au poste de demi d'ouverture. C'est dans ce dernier rôle qu'il devient l'un des meilleurs joueurs du Championnat, nommé à trois reprises meilleur demi d'ouverture de NRL en 2018, 2019 et 2022. Avec le Melbourne Storm, il est l'un des principaux artisans des succès du club qui remporte la NRL en 2017 et 2020 en étant associé en charnière avec Cooper Cronk puis Jahrome Hughes.
Parallèlement, il est convoqué en sélection. En sélection d'Australie, il prend part aux titres de Coupe du monde en 2017 et 2022, la seconde édition dans la peau de titulaire associé à Nathan Cleary. Au State of Origin, il joue pour le Queensland et remporte la série à quatre reprises en 2017, 2020, 2022 et 2023, en étant nommé meilleur joueur de la série en 2020.

## Palmarès
- Collectif :
  - Vainqueur de la Coupe du monde : 2017 et 2021 (Australie).
  - Vainqueur du State of Origin : 2017, 2020, 2022 et 2023 (Queensland).
  - Vainqueur du World Club Challenge : 2018 (Melbourne).
  - Vainqueur de la National Rugby League : 2017 et 2020 (Melbourne).
  - Finaliste de la National Rugby League : 2016, 2018 et 2024 (Melbourne).

- Individuel :
  - Meilleur joueur du State of Origin : 2020 (Queensland).
  - Élu meilleur demi d'ouverture de la National Rugby League : 2018, 2019 et 2022 (Melbourne).

### Détails en sélection
| 1. | 5 novembre 2017  | France           | 52-6 | Coupe du monde | Demi de mêlée    | 8 | 2 | 0 | 0 |
| 2. | 11 novembre 2017 | Liban            | 34-0 | Coupe du monde | Centre           | 8 | 2 | 0 | 0 |
| 3. | 25 octobre 2019  | Nouvelle-Zélande | 26-4 | Coupe Océanie  | Demi d'ouverture | 0 | 0 | 0 | 0 |
| 4. | 2 novembre 2019  | Tonga            | 6-12 | Coupe Océanie  | Demi d'ouverture | 0 | 0 | 0 | 0 |

### Détails en club
| Saison | Saison          | Championnat | Championnat  | Championnat | Championnat | Championnat | Championnat | Championnat | State of Origin | State of Origin | State of Origin | State of Origin | State of Origin | State of Origin | State of Origin | Sélection | Sélection | Sélection | Sélection | Sélection | Sélection | Sélection |
| Saison | Saison          | Comp.       | Class.       | M           | Pts         | Ess.        | Buts        | Dp.         | Ed.             | Rés.            | M               | Pts             | Ess.            | Buts            | Dp.             | Compet.   | M         | Pts       | Ess.      | Buts      | Dp.       |           |
| ------ | --------------- | ----------- | ------------ | ----------- | ----------- | ----------- | ----------- | ----------- | --------------- | --------------- | --------------- | --------------- | --------------- | --------------- | --------------- | --------- | --------- | --------- | --------- | --------- | --------- | --------- |
| 2014   | Melbourne Storm | NRL         | 1er tour     | 1           | -           | -           | -           | -           |                 |                 |                 |                 |                 |                 |                 |           |           |           |           |           |           |           |
| 2015   | Melbourne Storm | NRL         | Finale prél. | 19          | 28          | 7           | -           | -           |                 |                 |                 |                 |                 |                 |                 |           |           |           |           |           |           |           |
| 2016   | Melbourne Storm | NRL         | Finaliste    | 24          | 16          | 4           | -           | -           |                 |                 |                 |                 |                 |                 |                 |           |           |           |           |           |           |           |
| 2017   | Melbourne Storm | NRL         | Champion     | 21          | 28          | 1           | 12          | -           | 2017            | Vainqueur       | 1               | -               | -               | -               | -               | CM        | 2         | 16        | 4         | -         | -         |           |
| 2018   | Melbourne Storm | NRL         | Finaliste    | 24          | 22          | 4           | 2           | 2           | 2018            | Perdant         | 3               | -               | -               | -               | -               |           |           |           |           |           |           |           |
| 2019   | Melbourne Storm | NRL         | Finale prél. | 24          | 36          | 8           | 2           | -           | 2019            | Perdant         | 3               | -               | -               | -               | -               |           | 2         | -         | -         | -         | -         |           |
| 2020   | Melbourne Storm | NRL         | Champion     | 18          | 29          | 4           | 6           | 1           | 2020            | Vainqueur       | 3               | 4               | 1               | -               | -               |           |           |           |           |           |           |           |
| 2021   | Melbourne Storm | NRL         | Finale prél. | 20          | 60          | 7           | 16          | -           | 2021            | Perdant         | 3               | -               | -               | -               | -               |           |           |           |           |           |           |           |
| 2022   | Melbourne Storm | NRL         | 1er tour     | 22          | 58          | 11          | 7           | -           | 2022            | Vainqueur       | 2               | 4               | 1               | -               | -               | CM        | 5         | -         | -         | -         | -         |           |
| 2023   | Melbourne Storm | NRL         | Finale prél. | 22          | 35          | 8           | 1           | 1           | 2023            | Vainqueur       | 3               | 4               | 1               | -               | -               |           | 3         | -         | -         | -         | -         |           |
| 2024   | Melbourne Storm | NRL         | Finaliste    | 17          | 20          | 5           | -           | -           |                 |                 |                 |                 |                 |                 |                 |           |           |           |           |           |           |           |
| 2025   | Melbourne Storm | NRL         |              | 4           | -           | -           | -           | -           |                 |                 |                 |                 |                 |                 |                 |           |           |           |           |           |           |           |